# Puchar Europy Mistrzów Klubowych w piłce siatkowej (1970/1971)
Puchar Europy Mistrzów Krajowych 1970/1971 - 12. sezon Pucharu Europy Mistrzów Krajowych rozgrywanego od 1959 roku, organizowanego przez Europejską Konfederację Piłki Siatkowej (CEV) w ramach europejskich pucharów dla męskich klubowych zespołów siatkarskich "starego kontynentu".

## Drużyny uczestniczące
| Państwo        | Drużyna                    |
| -------------- | -------------------------- |
| Albania        | Dinamo Tirana              |
| Belgia         | RSC Anderlecht             |
| Bułgaria       | CSKA Sofia                 |
| Czechosłowacja | Zetor Zbrojovka Brno       |
| Finlandia      | Ruolainen Kanastus         |
| Francja        | Racing Paryż               |
| Grecja         | Panathinaikos Ateny        |
| Holandia       | Delta Lloyd AMVJ Amsterdam |
| Hiszpania      | Atletico Madryt            |
| Jugosławia     | Mladost Zagrzeb            |
| Norwegia       | OSI Oslo                   |
| NRD            | SC Lipsk                   |
| RFN            | USC Münster                |
| Polska         | Legia Warszawa             |
| Portugalia     | FC Porto                   |
| Rumunia        | Steaua Bukareszt           |
| Turcja         | İETT Stambuł               |
| Węgry          | Csepeli RC                 |
| Włochy         | Panini Modena              |
| ZSRR           | Buriewiestnik Ałma-Ata     |
| ZSRR           | CSKA Moskwa                |

## Runda wstępna

### 1 runda
| Data | Drużyna 1            | Wynik | Drużyna 2            | Sety |
| ---- | -------------------- | ----- | -------------------- | ---- |
|      | Panathinaikos Ateny  | 2:3   | Dinamo Tirana        |      |
|      | Dinamo Tirana        | 3:0   | Panathinaikos Ateny  |      |
|      |                      |       |                      |      |
|      | USC Münster          | 3:0   | OSI Oslo             |      |
|      | OSI Oslo             | 0:3   | USC Münster          |      |
|      |                      |       |                      |      |
|      | Ruolainen Kanastus   | 2:3   | Zetor Zbrojovka Brno |      |
|      | Zetor Zbrojovka Brno | 3:0   | Ruolainen Kanastus   |      |
|      |                      |       |                      |      |
|      | FC Porto             | 0:3   | Atletico Madryt      |      |
|      | Atletico Madryt      | 3:0   | FC Porto             |      |
|      |                      |       |                      |      |
|      | Anderlecht Bruksela  | 1:3   | Racing Paryż         |      |
|      | Racing Paryż         |       | Anderlecht Bruksela  |      |

### 2 runda
| Data | Drużyna 1            | Wynik | Drużyna 2           | Sety |
| ---- | -------------------- | ----- | ------------------- | ---- |
|      | Atletico Madryt      | 1:3   | Csepel SC Budapeszt |      |
|      | Csepel SC Budapeszt  | 3:0   | Atletico Madryt     |      |
|      |                      |       |                     |      |
|      | Dinamo Tirana        |       |                     |      |
|      |                      |       |                     |      |
|      | USC Münster          |       |                     |      |
|      |                      |       |                     |      |
|      | Zetor Zbrojovka Brno |       |                     |      |
|      |                      |       |                     |      |
|      | Atletico Madryt      |       |                     |      |
|      |                      |       |                     |      |
|      | Racing Paryż         |       |                     |      |

## Faza finałowa

### Runda 1/8
| Data | Drużyna 1                  | Wynik | Drużyna 2                  | Sety      |
| ---- | -------------------------- | ----- | -------------------------- | --------- |
|      | Buriewiestnik Ałma-Ata     |       |                            | wolny los |
|      |                            |       |                            |           |
|      | Delta Lloyd AMVJ Amsterdam | 0:3   | Steaua Bukareszt           |           |
|      | Steaua Bukareszt           | 3:0   | Delta Lloyd AMVJ Amsterdam |           |
|      |                            |       |                            |           |
|      | Panini Modena              | 2:3   | Legia Warszawa             |           |
|      | Legia Warszawa             | 3:2   | Panini Modena              |           |
|      |                            |       |                            |           |
|      | USC Münster                | 0:3   | SC Lipsk                   |           |
|      | SC Lipsk                   | 3:0   | USC Münster                |           |
|      |                            |       |                            |           |
|      | Zetor Zbrojovka Brno       | 3:0   | İETT Stambuł               |           |
|      | İETT Stambuł               | 0:3   | Zetor Zbrojovka Brno       |           |
|      |                            |       |                            |           |
|      | Mladost Zagrzeb            | 3:1   | Dinamo Tirana              |           |
|      | Dinamo Tirana              | 3:0   | Mladost Zagrzeb            |           |
|      |                            |       |                            |           |
|      | Csepel SC Budapeszt        | 3:0   | CSKA Sofia                 |           |
|      | CSKA Sofia                 | 3:0   | Csepel SC Budapeszt        |           |
|      |                            |       |                            |           |
|      | Racing Paryż               | 0:3   | CSKA Moskwa                |           |
|      | CSKA Moskwa                | 3:2   | Racing Paryż               |           |

### Ćwierćfinał
| Data | Drużyna 1              | Wynik | Drużyna 2              | Sety |
| ---- | ---------------------- | ----- | ---------------------- | ---- |
|      | Buriewiestnik Ałma-Ata |       | Steaua Bukareszt       |      |
|      | Steaua Bukareszt       |       | Buriewiestnik Ałma-Ata |      |
|      |                        |       |                        |      |
|      | SC Lipsk               | 3:0   | Legia Warszawa         |      |
|      | Legia Warszawa         | 3:2   | SC Lipsk               |      |
|      |                        |       |                        |      |
|      | Zetor Zbrojovka Brno   | 3:0   | Dinamo Tirana          |      |
|      | Dinamo Tirana          | 1:3   | Zetor Zbrojovka Brno   |      |
|      |                        |       |                        |      |
|      | CSKA Moskwa            | 3:1   | CSKA Sofia             |      |
|      | CSKA Sofia             | 3:1   | CSKA Moskwa            |      |

### Półfinał
| Data | Drużyna 1              | Wynik | Drużyna 2              | Sety |
| ---- | ---------------------- | ----- | ---------------------- | ---- |
|      | Buriewiestnik Ałma-Ata |       | SC Lipsk               |      |
|      | SC Lipsk               |       | Buriewiestnik Ałma-Ata |      |
|      |                        |       |                        |      |
|      | CSKA Sofia             | 3:1   | Zetor Zbrojovka Brno   |      |
|      | Zetor Zbrojovka Brno   | 3:1   | CSKA Sofia             |      |

### Finał
| Data  | Drużyna 1              | Wynik | Drużyna 2              | Sety |
| ----- | ---------------------- | ----- | ---------------------- | ---- |
| 15.04 | Zetor Zbrojovka Brno   | 3:2   | Buriewiestnik Ałma-Ata |      |
| 22.04 | Buriewiestnik Ałma-Ata | 3:1   | Zetor Zbrojovka Brno   |      |
| 29.04 | Buriewiestnik Ałma-Ata | 3:2   | Zetor Zbrojovka Brno   |      |

## Klasyfikacja końcowa
| Miejsce | Drużyna                |
| ------- | ---------------------- |
| złoto   | Buriewiestnik Ałma-Ata |
| srebro  | Zetor Zbrojovka Brno   |
| 3-4.    | CSKA Sofia             |
| 3-4.    | SC Lipsk               |